# Área protegida municipal Rhukanrhuka
El Área Protegida Municipal Rhukanrhuka, oficialmente llamado Parque Municipal y Área Natural de Manejo Integrado Rhukanrhuka, es un área protegida de Bolivia, ubicada en el norte amazónico del país. El área protegida se encuentra administrativamente dentro del municipio de Reyes de la provincia del General José Ballivián en el departamento del Beni.
Cuenta con una superficie de 8.594,51 km², que representa poco más del 72% de la superficie municipal, abarcando ecosistemas de transición desde las últimas estribaciones de la cordillera de los Andes a los Llanos de Moxos. Su importancia se debe a que es el hábitat de diferentes especies de aves, mamíferos y peces. Entre las especies más emblemáticas de Rhukanrhuka se encuentran la londra, el bufeo, así como uno de los dos únicos registros para la pava mamaco y
los endémicos monitos luchachis (Callicebus modestus y Callicebus olallae). Además cuenta con una importancia cultural debido a la presencia de varios pueblos indígenas y comunidades tradicionales asentados dentros del área protegida, como ser el pueblo indígena maropa, de la familia lingüistíca tacana. También se encuentra dentro el único yacimiento arqueológico trabajado en la zona, el de Uaua-Uno, rescatado en 2004.

## Toponimia
El nombre "Rhukanrhuka" proviene de la lengua maropa, que significa mono lucachi, de los cuales hay dos especies endémicas de Bolivia en el área protegida municipal.

## Historia
Ya en el año 2008, el gobierno municipal de Reyes aprobó la creación de la denominada Área Protegida Municipal Los Santos Reyes, con el objetivo de promover el turismo y conservar sus recursos naturales. Sin embargo, no se logró consolidar una base legal sólida y tampoco se concretó la consulta con la población local ni se establecieron instrumentos para su gestión. Debido a eso, en el 2018 se retomó la propuesta pero en esta oportunidad se reunieron a todos los sectores de Reyes.

## Geografía
El Rhukanrhuka ocupa la parte sur del municipio de Reyes, al oeste del departamento del Beni. Limita al oeste con el Área municipal de conservación y manejo del Bajo Madidi del municipio vecino de Ixiamas, al este con el Área protegida municipal Pampas del río Yacuma en el municipio de Santa Rosa de Yacuma y al sur con el municipio de Rurrenabaque. Así mismo se encuentra a cerca de 11 km del Parque nacional y área natural de manejo integrado Madidi, que es el área protegida más biodiversa del mundo en cuanto a especies.
Entre los ríos más importantes del área protegida municipal se encuentran el río Beni que sirve de límite occidental, el río Biata que cruza de suroeste a noreste a través del área, y el río Hondo, en la parte sur del Rhukanrhuka.